# Birkózás az 1992. évi nyári olimpiai játékokon
Az 1992. évi nyári olimpiai játékokon a birkózás húsz versenyszámból állt, tíz szabadfogású és tíz kötöttfogású súlycsoportban.

## Eseménynaptár
| Cs | Csoportkör | H | Helyosztók | D | Döntő |

| Kötöttfogás | július    | július    | július    | július    | július    | július    | július    | július    | július    | július    |
| Kötöttfogás | 26        | 26        | 27        | 27        | 28        | 28        | 29        | 29        | 30        | 30        |
| ----------- | --------- | --------- | --------- | --------- | --------- | --------- | --------- | --------- | --------- | --------- |
| 048 kg      |           |           | Cs        | Cs        |           |           | H         | D         |           |           |
| 052 kg      | Cs        | Cs        |           |           | H         | D         |           |           |           |           |
| 057 kg      |           |           |           |           | Cs        | Cs        |           |           | H         | D         |
| 062 kg      |           |           |           |           | Cs        | Cs        |           |           | H         | D         |
| 068 kg      | Cs        | Cs        |           |           | H         | D         |           |           |           |           |
| 074 kg      |           |           | Cs        | Cs        |           |           | H         | D         |           |           |
| 082 kg      |           |           |           |           | Cs        | Cs        |           |           | H         | D         |
| 090 kg      |           |           |           |           | Cs        | Cs        |           |           | H         | D         |
| 0100 kg     | Cs        | Cs        |           |           | H         | D         |           |           |           |           |
| 0130 kg     |           |           | Cs        | Cs        |           |           | H         | D         |           |           |
| Szabadfogás | augusztus | augusztus | augusztus | augusztus | augusztus | augusztus | augusztus | augusztus | augusztus | augusztus |
| Szabadfogás | 3         | 3         | 4         | 4         | 5         | 5         | 6         | 6         | 7         | 7         |
| 048 kg      |           |           | Cs        | Cs        |           |           | H         | D         |           |           |
| 052 kg      | Cs        | Cs        |           |           | H         | D         |           |           |           |           |
| 057 kg      |           |           |           |           | Cs        | Cs        |           |           | H         | D         |
| 062 kg      |           |           |           |           | Cs        | Cs        |           |           | H         | D         |
| 068 kg      | Cs        | Cs        |           |           | H         | D         |           |           |           |           |
| 074 kg      |           |           | Cs        | Cs        |           |           | H         | D         |           |           |
| 082 kg      |           |           |           |           | Cs        | Cs        |           |           | H         | D         |
| 090 kg      |           |           |           |           | Cs        | Cs        |           |           | H         | D         |
| 0100 kg     | Cs        | Cs        |           |           | H         | D         |           |           |           |           |
| 0130 kg     |           |           | Cs        | Cs        |           |           | H         | D         |           |           |

## Éremtáblázat
(Magyarország sportolói eltérő háttérszínnel, az egyes számoszlopok legmagasabb értéke vagy értékei vastagítással kiemelve.)
| Az 1992. évi nyári olimpiai játékok éremtáblázata birkózásban | Az 1992. évi nyári olimpiai játékok éremtáblázata birkózásban | Az 1992. évi nyári olimpiai játékok éremtáblázata birkózásban | Az 1992. évi nyári olimpiai játékok éremtáblázata birkózásban | Az 1992. évi nyári olimpiai játékok éremtáblázata birkózásban | Olimpia  |
| ------------------------------------------------------------- | ------------------------------------------------------------- | ------------------------------------------------------------- | ------------------------------------------------------------- | ------------------------------------------------------------- | -------- |
|                                                               | Ország                                                        | Arany                                                         | Ezüst                                                         | Bronz                                                         | Összesen |
| 1.                                                            | Egyesített Csapat (EUN)                                       | 6                                                             | 5                                                             | 5                                                             | 16       |
| 2.                                                            | Egyesült Államok (USA)                                        | 3                                                             | 3                                                             | 2                                                             | 8        |
| 3.                                                            | Dél-Korea (KOR)                                               | 2                                                             | 1                                                             | 1                                                             | 4        |
| 4.                                                            | Kuba (CUB)                                                    | 2                                                             | 0                                                             | 3                                                             | 5        |
| 5.                                                            | Észak-Korea (PRK)                                             | 2                                                             | 0                                                             | 1                                                             | 3        |
| 6.                                                            | Magyarország (HUN)                                            | 2                                                             | 0                                                             | 0                                                             | 2        |
| 7.                                                            | Törökország (TUR)                                             | 1                                                             | 2                                                             | 1                                                             | 4        |
| 8.                                                            | Németország (GER)                                             | 1                                                             | 2                                                             | 0                                                             | 3        |
| 9.                                                            | Norvégia (NOR)                                                | 1                                                             | 0                                                             | 0                                                             | 1        |
|                                                               |                                                               |                                                               |                                                               |                                                               |          |
| 10.                                                           | Lengyelország (POL)                                           | 0                                                             | 2                                                             | 0                                                             | 2        |
| 11.                                                           | Irán (IRI)                                                    | 0                                                             | 1                                                             | 2                                                             | 3        |
| 12.                                                           | Bulgária (BUL)                                                | 0                                                             | 1                                                             | 1                                                             | 2        |
| 12.                                                           | Svédország (SWE)                                              | 0                                                             | 1                                                             | 1                                                             | 2        |
| 14.                                                           | Kanada (CAN)                                                  | 0                                                             | 1                                                             | 0                                                             | 1        |
| 14.                                                           | Olaszország (ITA)                                             | 0                                                             | 1                                                             | 0                                                             | 1        |
|                                                               |                                                               |                                                               |                                                               |                                                               |          |
| 16.                                                           | Japán (JPN)                                                   | 0                                                             | 0                                                             | 1                                                             | 1        |
| 16.                                                           | Kína (CHN)                                                    | 0                                                             | 0                                                             | 1                                                             | 1        |
| 16.                                                           | Románia (ROU)                                                 | 0                                                             | 0                                                             | 1                                                             | 1        |
|                                                               |                                                               |                                                               |                                                               |                                                               |          |
| Összesen                                                      | Összesen                                                      | 20                                                            | 20                                                            | 20                                                            | 60       |

### Szabadfogású birkózás
| Az 1992. évi nyári olimpiai játékok érmesei szabadfogású birkózásban |                                                 |                                                 |                                                 |
| Versenyszám                                                          | Arany                                           | Ezüst                                           | Bronz                                           |
| 48 kg                                                                | Kim Il · Észak-Korea (PRK)                      | Kim Dzsongsin (Kim Jong-Shin) · Dél-Korea (KOR) | Vugar Orudzsov · Egyesített Csapat (EUN)        |
| 52 kg                                                                | Ri Hakszon (Ri Hak-seon) · Észak-Korea (PRK)    | Zeke Jones · Egyesült Államok (USA)             | Valentin Jordanov · Bulgária (BUL)              |
| 57 kg                                                                | Alejandro Puerto · Kuba (CUB)                   | Szjarhej Szmal · Egyesített Csapat (EUN)        | Kim Jongsik (Kim Yeong-sik) · Észak-Korea (PRK) |
| 62 kg                                                                | John Smith · Egyesült Államok (USA)             | Asgari Mohammadian · Irán (IRI)                 | Lázaro Reinoso · Kuba (CUB)                     |
| 68 kg                                                                | Arszen Fadzajev · Egyesített Csapat (EUN)       | Valentin Gecov · Bulgária (BUL)                 | Akaisi Kószei · Japán (JPN)                     |
| 74 kg                                                                | Pak Csangszun (Park Jang-sun) · Dél-Korea (KOR) | Kenny Monday · Egyesült Államok (USA)           | Amir Reza Khadem Azgadhi · Irán (IRI)           |
| 82 kg                                                                | Kevin Jackson · Egyesült Államok (USA)          | Elmagyi Zsabrailov · Egyesített Csapat (EUN)    | Rasil Azgadi Kadem · Irán (IRI)                 |
| 90 kg                                                                | Maharbek Hadarcev · Egyesített Csapat (EUN)     | Kenan Şimşek · Törökország (TUR)                | Christopher Campbell · Egyesült Államok (USA)   |
| 100 kg                                                               | Leri Habelov · Egyesített Csapat (EUN)          | Heiko Balz · Németország (GER)                  | Ali Kayali · Törökország (TUR)                  |
| 130 kg                                                               | Bruce Baumgartner · Egyesült Államok (USA)      | Jeffrey Thue · Kanada (CAN)                     | David Gobedzsisvili · Egyesített Csapat (EUN)   |

### Kötöttfogású birkózás
| Az 1992. évi nyári olimpiai játékok érmesei kötöttfogású birkózásban |                                                 |                                                 |                                                 |
| Versenyszám                                                          | Arany                                           | Ezüst                                           | Bronz                                           |
| 48 kg                                                                | Oleg Kucserenko · Egyesített Csapat (EUN)       | Vincenzo Maenza · Olaszország (ITA)             | Wilber Sánchez · Kuba (CUB)                     |
| 52 kg                                                                | Jon Rønningen · Norvégia (NOR)                  | Alfred Ter-Mkrticsjan · Egyesített Csapat (EUN) | Min Gjonggap (Min Gyeong-Gap) · Dél-Korea (KOR) |
| 57 kg                                                                | An Hanbong (An Han-Bong) · Dél-Korea (KOR)      | Rifat Yildiz · Németország (GER)                | Seng Cö-tien (Sheng Zetian) · Kína (CHN)        |
| 62 kg                                                                | Mehmet Akif Pirim · Törökország (TUR)           | Szergej Martinov · Egyesített Csapat (EUN)      | Juan Marén · Kuba (CUB)                         |
| 68 kg                                                                | Repka Attila · Magyarország (HUN)               | İslam Duqiçiyev · Egyesített Csapat (EUN)       | Rodney Smith · Egyesült Államok (USA)           |
| 74 kg                                                                | Mnacakan Iszkandarjan · Egyesített Csapat (EUN) | Józef Tracz · Lengyelország (POL)               | Torbjörn Kornbakk · Svédország (SWE)            |
| 82 kg                                                                | Farkas Péter · Magyarország (HUN)               | Piotr Stępień · Lengyelország (POL)             | Daulet Turlihanov · Egyesített Csapat (EUN)     |
| 90 kg                                                                | Maik Bullmann · Németország (GER)               | Hakkı Başar · Törökország (TUR)                 | Gogi Koguasvili · Egyesített Csapat (EUN)       |
| 100 kg                                                               | Héctor Milián · Kuba (CUB)                      | Dennis Koslowski · Egyesült Államok (USA)       | Szergej Gyemjaskevics · Egyesített Csapat (EUN) |
| 130 kg                                                               | Alekszandr Karelin · Egyesített Csapat (EUN)    | Tomas Johansson · Svédország (SWE)              | Ioan Grigoraş · Románia (ROU)                   |